# Römische Mitteilungen
Die Mitteilungen des Deutschen Archäologischen Instituts, Römische Abteilung, kurz Römische Mitteilungen, abgekürzt RM, gleichwertiger Titel auf Italienisch Bullettino dell’Instituto Archeologico Germanico, Sezione Romana, sind eine wissenschaftliche Zeitschrift der Abteilung Rom des Deutschen Archäologischen Instituts.
Die Römischen Mitteilungen setzen seit dem ersten Band 1886 das vorhergehende Bullettino dell’Instituto di Corrispondenza Archeologica fort. Von dem Jahrbuch erschienen zunächst 56 Bände ohne Unterbrechungen bis zum Jahr 1944 beim Verlag Loescher & Co. in Rom. Bis zur Umbenennung in den heutigen Titel mit Band 31 (1916) war der Titel Mitteilungen des Kaiserlich Deutschen Archäologischen Instituts, Römische Abteilung. Zugleich wechselte der Verlag zu W. Regenberg in Berlin und Rom. Später wechselte die Zeitschrift zum Verlag Carl Friedrich Fleischer in Leipzig und dann zum Verlag F. H. Kerle in Heidelberg. Nach dem Zweiten Weltkrieg erschien 1948 noch der Band 56 für das Jahr 1944 bei Kerle. Ab der Wiederaufnahme der Publikation 1955 mit dem Band für die Jahre 1953/54 wechselte der Verlag zu Verlag Philipp von Zabern in Mainz. Seit 2006 erscheint die Zeitschrift beim Verlag Schnell + Steiner in Regensburg.
Inhaltlich befasst sich die Zeitschrift mit allen Bereichen der materiellen Kultur, Archäologie, Kunst und Architektur auf dem Gebiet Italiens sowie der angrenzenden Gebiete von der Prähistorie bis einschließlich des Frühmittelalters. Ein Schwerpunkt liegt seit der Gründung des Instituts 1829 auf der Klassischen Archäologie, der auch weiterhin trotz immer fortschreitender Erweiterung des Spektrums fortdauert. Das inhaltliche Spektrum der Beiträge reicht von Einzelstudien über Materialsammlungen bis hin zu Grabungsberichten. Publikationssprachen der in einem anonymisierte Peer-Review-Verfahren ausgewählten Beiträge sind neben Deutsch und Italienisch auch Englisch und Französisch. Ab Band 127, 2021 erscheint die Zeitschrift auch digital.
Als institutioneller Herausgeber fungiert dauerhaft das Deutsche Archäologische Institut Rom, namentlich derzeit der Institutsdirektor Ortwin Dally und der verantwortliche Wissenschaftliche Redakteur Norbert Zimmermann. Dem Beirat der Römischen Mitteilungen gehören aktuell (Stand 2022) Sebastian Brather, Alessandro Naso, Martin Bentz, Elizabeth Fentress, Elaine Gazda, Paolo Liverani, Stefan Ritter,  Christian Witschel, Lothar Haselberger, Nacéra Benseddik, Fathi Béjaoui, Rudolf Haensch, Alessandro Vanzetti, Ralf von den Hoff, Gabriel Zuchtriegel, Monika Trümper, Ilaria Romeo, Carmela Capaldi, Domenico Palombi, Johannes Lipps, Michael Heinzelmann, Carola Jäggi, Sabine Feist, Dominik Maschek, Stefan Ardeleanu und Jörg Rüpke an.
Neben der Zeitschrift erscheinen seit 1955 auch monographische Ergänzungshefte. Daneben publiziert die Römische Abteilung des DAI seit 1973 zusätzlich monographische Sonderschriften.

## Einzelbelege
1. ↑  Loescher & Co. beziehungsweise W. Regenberg sind Vorgänger des heutigen römischen Verlages L’Erma di Bretschneider.